# Erik Pimentel
Erik Pimentel est un footballeur mexicain né le 15 mai 1990 à Coacalco de Berriozábal dans l'État de Mexico. Il évolue au poste de défenseur.

## Biographie
Retenu pour disputer la Coupe du monde des clubs 2015 organisée au Japon, il dispute à cette occasion un match contre le club congolais du TP Mazembe (défaite 2-1).

## Palmarès
- Champion du Mexique (Tournoi d'ouverture) en 2014 avec le Club América
- Vainqueur de la Ligue des champions de la CONCACAF en 2015 et 2016 avec le Club América